# 红标灯鱼
红标灯鱼（学名：Symbolophorus rufinum）为輻鰭魚綱燈籠魚目灯笼鱼科标灯鱼属的鱼类。分布于北大西洋以及南海等海域，多生活于热带海洋的表层，棲息深度0-850公尺，體長可達9.4公分。该物种的模式产地在北大西洋。

## 扩展阅读
維基物種上的相關：红标灯鱼